# 辻親八
（1956年10月20日—），日本男性聲優、俳優。千葉縣出生。

## 演出作品

### 電視動畫
- 麵包超人（西洋菜管家爺爺、白蕪菁爺爺（第2代）、餃子大臣）
- 櫻桃小丸子（木匠先生）
- 妖怪少爺（木魚達摩）
- FAIRY TAIL魔導少年（馬卡羅夫・德雷亞，浮士德）
- 犬夜叉（主人）
- 通靈王（馬孫）
- 靈異E接觸（坂本盡八）
- Witch Hunter ROBIN（小坂慎太郎）
- A.D.POLICE（倉田秀昭）
- L/R -Licensed by Royal-（デス）
- 旋風之用心棒（田野倉周作）
- 神風怪盜貞德（山川画伯）
- 嚴窟王（ダングラール男爵）
- 奇天烈大百科（海王丸）
- 中華一番（町長）
- 東京魔人學園剣風帖（楢崎道心）
- TOKYO TRIBE2（レンコン・シェフ）
- PROJECT ARMS（教師、グラハム、メンバー、市長、市民）
- BOYS BE…（吉田拓人）
- 幽遊白書（鯨）
- 橫山光輝三國志（關羽）
- 小心啊公主(爸爸/椿山十郎)
- 世界名作劇場系列
  - 羅密歐的藍天（伊布）
  - 名犬萊西（古德曼）
  - 悲慘世界 少女珂賽特（項馬第）
- 魯莽天使（小林祖父（一文字的爺爺））
- 哆啦A夢(大山羨代版)（獵人、夏美的爺爺）
- 我與我 兩個綠蒂（胡伯師傅）
- 火影忍者／火影忍者疾風傳（帕克）
- 沒留意的潘妮洛普（外公、蔬菜店的叔叔)
- 怪醫黑傑克21（鯨岡）
- 企業傭兵（艾爾維斯）
- 血色花園（克勞德）
- 古代王者 恐龍王（老爺爺）
- 少女的奇幻森林（爺爺）
- 名偵探柯南（燒芋屋的老爹、強盜犯）
- 鋼之鍊金術師 BROTHERHOOD（海因凱爾）
- +tic模型姊姊（戰車兵）
- 宇宙兄弟（伊凡·托爾斯泰）
- 宇宙戰艦大和號2199（韦姆·海德伦）※2012年起于电影院先行上映

1992年
- 蜡笔小新（希凱‧希達上校、鬼瓦築造、太一、藍豬青不理不理左衛門、四津家素留造 等）
- 妙廚老爹（大全、留吉）

1993年
- 可愛巧虎島（助手、警察先生）
- 家有賤狗（巡查長、海之家老闆、團長、司機）
- 秀逗泰山阿達（筋肉之力）

1994年
- 阿強加油（河田屋、小房子的居民）

1995年
- 忍者乱太郎（北見也齋）
- 酷媽寶貝蛋（道場老師）
- 咕嚕咕嚕魔法陣（鐵人假面、吉賽亞、朵拉）

1996年
- ㄚ頭三白眼（空巢）

1998年
- 開花天使（警官）
- 危險調查員（丹尼爾·奧剛耶爾）
- 失落的宇宙（布朗可融岩）

2000年
- 無敵王トライゼノン（宗像宇宙）
- 哈姆太郎（老紳士）
- 蒙面猫侠（披風嘻嘻）

2001年
- 布布恰恰（鯨魚飛機）
- 小魔女DoReMi第三季（劉浩榮）

2002年
- 我們這一家（老伯）

2003年
- 奇諾之旅（槍客）
- 超齡細公主（老兵）

2004年
- 光与水的女神（田中）
- 奇幻兒童（庫庫斯）

2006年
- 妖怪人間貝姆（黑狗）

2007年
- GO！純情水泳社！（阿雅的父親）

2008年
- 我們這一家（渡邊刑警）
- 二十面相少女（八代）

2009年
- 閃亮雙胞胎（渡部五郎）

2010年
- 哆啦A夢(水田山葵版)（守衛、凱倫、胖虎的父親、音樂學校校長）

2012年
- 魯邦三世 -名為峰不二子的女人-（飛鏢攤老闆）

2014年
- M3〜其為黑鋼〜（CEO）
- 宇宙浪子（星長）
- 牙狼〈GARO〉-炎之刻印-（約爾迪）

2015年
- 無頭騎士異聞錄 DuRaRaRa!!×2 承（藺基林·德古勒尼可夫）
- 惡魔高校D×D BorN（奧丁）
- 牙狼〈GARO〉-紅蓮之月-（多田新發意）

2016年
- 重裝武器（克隆達克師）
- SUPER LOVERS（小野寺茂光）
- 亞爾斯蘭戰記 風塵亂舞（海賊頭領）
- 91Days（古蘭奇歐）
- 名侦探柯南（丹波永ニ郎）
- HEYBOT!（日语：ヘボット!）（ジル國王、ゲロリーマン）
- ViVid Strike!（羅伊·貝利內塔）

2017年
- ACCA13區監察課（塞雷諾）
- SUPER LOVERS 2（小野寺茂光）
- 從零開始的魔法書（國王）
- Princess Principal（キンブル）
- 地獄少女 宵伽（唯的父親）
- 名侦探柯南（氏原益藏）
- 鬼燈的冷徹 第貳期（麒麟）
- 海螺小姐

2018年
- 極道超女（康叔）
- JoJo的奇妙冒險 黃金之風（貝利可羅）

2019年
- 鬼太郎第6期（鵺）
- Endro～！（邪神）
- Star☆Twinkle 光之美少女（托帕）
- 名侦探柯南（深町虎三）
- 真・中華一番！（十全大師）

2020年
- 噴嚏大魔王2020年版（老伯）
- 黃金神威（山田馬戲團團長）

2021年
- 名侦探柯南（黑岩辰次）
- 月光下的異世界之旅（貝倫）
- 蓋特機器人ARC（巴武藏）
- EDENS ZERO（城主）
- Sonny Boy（源）
- 無職轉生～到了異世界就拿出真本事～（裘斯塔夫·泰德路迪亞）

2022年
- 王者天下4（戎翟公）
- 轉生賢者的異世界生活～取得第二職業，成為世界最強～（蓋格爾）
- 幽零幻鏡（大叔A）
- 被勇者隊伍開除的馭獸使，邂逅了最強種的貓耳少女（甘茨·斯托洛夫）
- 轉生就是劍（格爾斯[4]）
- 聖劍傳說 Legend of Mana -The Teardrop Crystal-（博伊德警部[5]）
- 福星小子（管家）

2023年
- 泡泡糖忍戰（吉貝克）
- 聖女魔力無所不能（多雷維斯侯爵）

2024年
- 月光下的異世界之旅 第二幕（貝倫[6]）
- 不時輕聲地以俄語遮羞的鄰座艾莉同學（久世知久）
- 鴨乃橋論的禁忌推理（湯姆·佐佐岡[7]）

### OVA
2015年
- 棺姬嘉依卡 AVENGING BATTLE（演員A）

2016年
- 一拳超人 #03「太過彆扭的忍者」（又鬼）
- FAIRY TAIL 妖精們的懲罰遊戲（馬卡羅夫）
- FAIRY TAIL 妖精們的聖誕節（馬卡羅夫）

2017年
- SUPER LOVERS（小野寺茂光）

### 劇場版
- 蠟筆小新：搞怪遊樂園大冒險（古雷·G·麥特）
- 魔女宅急便（飯店櫃台人員）

2011年
- 螢火之森（祖父）

2012年
- 蠟筆小新：我和我的宇宙公主（葛茲）

2013年
- 春HAL（荒波）
- 蠟筆小新：笨蛋好吃！B級美食大逃亡！（醬汁阿健）

2014年
- 名偵探柯南：異次元的狙擊手（史考特‧葛林）

2022年
- 劇場版 關於我轉生變成史萊姆這檔事 紅蓮之絆篇（竹庵）

2023年
- 歡迎來到駒田蒸餾所（東海林努[8]）

### 電玩
- 戰國BASARA系列(2代開始)（本願寺顯如）
- .hack//G.U.（大火）
- 超級機器人大戰系列（巴武藏）

## 註解
1. ↑  舞台俳優（館山出身）が朗読劇 17日に文化ホール 声優でも活躍の辻さん 『房州日日新聞』 2016年1月9日付。
2. ↑  . キネマ旬報社. 1996: 186. ISBN 4-87376-160-3.
3. ↑  姓氏是以中文字為基礎創造出的日文漢字，並沒有對應的中文字體也無法以中文發音。這個日文字的意思是「十字路口」，由於字型近似「过」（過的簡體字），所以在中文翻譯上有時會使用「過」字來表示，但這不是正確翻譯。
4. ↑  . Comic Natalie. 2022-08-10  [2022-08-10]. （原始内容存档于2022-08-22） （日语）.
5. ↑  . Comic Natalie. 2022-08-19  [2022-08-19]. （原始内容存档于2022-09-01） （日语）.
6. ↑  . Comic Natalie. 2023-10-25  [2023-10-25]. （原始内容存档于2023-10-25） （日语）.
7. ↑  . 動畫《鴨乃橋論的禁忌推理》官方網站. 2024-11-29  [2024-11-29] （日语）.
8. ↑  . Anime! Anime!. 2023-09-26  [2023-09-26]. （原始内容存档于2023-09-26） （日语）.